# 미국 대통령 선거 위스콘신주
이 문서는 미국 대통령 선거 위스콘신주 지역 데이터이다. 위스콘신주는 1848년 5월 29일에 30번째로 미국 연방에 가입했으며, 1848년 미국 제16회 대통령 선거부터 지금까지 대통령 선거에 참여했다.

## 데이터
| 회수 | 실시 연도 | 선거인단 수 | 1위                           | 1위       | 1위       | 1위    | 2위                      | 2위         | 2위       | 2위    | 3위                | 3위         | 3위     | 3위    | 4위                | 4위         | 4위     | 4위    | 1위 당선 여부 | 비고 |
| 회수 | 실시 연도 | 선거인단 수 | 후보자 성명                   | 소속 정당 | 득표 수   | 득표율 | 후보자 성명              | 소속 정당   | 득표 수   | 득표율 | 후보자 성명        | 소속 정당   | 득표 수 | 득표율 | 후보자 성명        | 소속 정당   | 득표 수 | 득표율 | 1위 당선 여부 | 비고 |
| ---- | --------- | ----------- | ----------------------------- | --------- | --------- | ------ | ------------------------ | ----------- | --------- | ------ | ------------------ | ----------- | ------- | ------ | ------------------ | ----------- | ------- | ------ | ------------- | ---- |
| 16   | 1848년    | 4           | 루이스 캐스                   | 민주당    | 14,924    | 38.41% | 재커리 테일러            | 휘그당      | 13,642    | 35.11% | 마틴 밴 뷰런       | 자유토지당  | 10,261  | 26.41% | ?                  | ?           | ?       | ?      | 낙선          |      |
| 17   | 1852년    | 5           | 프랭클린 피어스               | 민주당    | 33,658    | 51.98% | 윈필드 스콧              | 휘그당      | 22,240    | 34.35% | 존 파커 헤일       | 자유토지당  | 8,842   | 13.66% | ?                  | ?           | ?       | ?      | 당선          |      |
| 18   | 1856년    | 5           | 존 찰스 프리몬트              | 공화당    | 66,092    | 55.07% | 제임스 뷰캐넌            | 민주당      | 52,867    | 44.05% | 밀러드 필모어      | 무지당      | 580     | 0.48%  | ?                  | ?           | ?       | ?      | 낙선          |      |
| 19   | 1860년    | 5           | 에이브러햄 링컨               | 공화당    | 86,110    | 56.56% | 스티븐 아널드 더글러스   | 북부 민주당 | 65,021    | 42.71% | 존 커벨 브레킨리지 | 남부 민주당 | 888     | 0.58%  | 존 벨              | 입헌연합당  | 161     | 0.11%  | 당선          |      |
| 20   | 1864년    | 8           | 에이브러햄 링컨               | 공화당    | 79,564    | 55.31% | 조지 매클렐런            | 민주당      | 63,876    | 44.40% | ?                  | ?           | ?       | ?      | ?                  | ?           | ?       | ?      | 당선          |      |
| 21   | 1868년    | 8           | 율리시스 그랜트               | 공화당    | 108,857   | 56.22% | 호러티오 세이무어        | 민주당      | 84,710    | 43.75% | ?                  | ?           | ?       | ?      | ?                  | ?           | ?       | ?      | 당선          |      |
| 22   | 1872년    | 10          | 율리시스 그랜트               | 공화당    | 104,992   | 54.60% | 호러스 그릴리            | 민주공화당  | 86,477    | 44.97% | ?                  | ?           | ?       | ?      | ?                  | ?           | ?       | ?      | 당선          |      |
| 23   | 1876년    | 10          | 러더퍼드 버차드 헤이스        | 공화당    | 130,070   | 50.57% | 새뮤얼 존스 틸던         | 민주당      | 123,930   | 48.19% | ?                  | ?           | ?       | ?      | ?                  | ?           | ?       | ?      | 당선          |      |
| 24   | 1880년    | 10          | 제임스 에이브럼 가필드        | 공화당    | 144,400   | 54.04% | 윈필드 스콧 핸콕         | 민주당      | 114,649   | 42.91% | ?                  | ?           | ?       | ?      | ?                  | ?           | ?       | ?      | 당선          |      |
| 25   | 1884년    | 11          | 제임스 질레스피 블레인        | 공화당    | 161,157   | 50.37% | 그로버 클리블랜드        | 민주당      | 146,477   | 45.78% | ?                  | ?           | ?       | ?      | ?                  | ?           | ?       | ?      | 낙선          |      |
| 26   | 1888년    | 11          | 벤저민 해리슨                 | 공화당    | 176,555   | 49.69% | 그로버 클리블랜드        | 민주당      | 155,243   | 43.69% | 클린턴 보웬 피스크 | 금주당      | 14,415  | 4.06%  | ?                  | ?           | ?       | ?      | 당선          |      |
| 27   | 1892년    | 12          | 그로버 클리블랜드             | 민주당    | 177,335   | 47.75% | 벤저민 해리슨            | 공화당      | 170,846   | 46.01% | 존 비드웰          | 금주당      | 13,132  | 3.54%  | 제임스 베어드 위버 | 인민당      | 9,909   | 0.27%  | 당선          |      |
| 28   | 1896년    | 12          | 윌리엄 매킨리                 | 공화당    | 268,051   | 59.95% | 윌리엄 제닝스 브라이언   | 민주당      | 165,349   | 36.98% | ?                  | ?           | ?       | ?      | ?                  | ?           | ?       | ?      | 당선          |      |
| 29   | 1900년    | 12          | 윌리엄 매킨리                 | 공화당    | 265,756   | 60.04% | 윌리엄 제닝스 브라이언   | 민주당      | 159,279   | 35.99% | ?                  | ?           | ?       | ?      | ?                  | ?           | ?       | ?      | 당선          |      |
| 30   | 1904년    | 13          | 시어도어 루스벨트             | 공화당    | 280,164   | 63.24% | 앨턴 브룩스 파커         | 민주당      | 124,107   | 28.01% | 유진 데브스        | 미국 사회당 | 28,220  | 6.37%  | ?                  | ?           | ?       | ?      | 당선          |      |
| 31   | 1908년    | 13          | 윌리엄 하워드 태프트          | 공화당    | 247,747   | 54.51% | 윌리엄 제닝스 브라이언   | 민주당      | 166,632   | 36.66% | 유진 데브스        | 미국 사회당 | 28,170  | 6.20%  | ?                  | ?           | ?       | ?      | 당선          |      |
| 32   | 1912년    | 13          | 우드로 윌슨                   | 민주당    | 164,228   | 41.05% | 윌리엄 하워드 태프트     | 공화당      | 130,695   | 32.67% | 시어도어 루스벨트  | 진보당      | 62,460  | 15.61% | 유진 데브스        | 미국 사회당 | 33,481  | 8.37%  | 당선          |      |
| 33   | 1916년    | 13          | 찰스 에번스 휴스              | 공화당    | 221,323   | 49.25% | 우드로 윌슨              | 민주당      | 193,042   | 42.96% | 앨런 루이스 벤슨   | 미국 사회당 | 27,846  | 6.20%  | ?                  | ?           | ?       | ?      | 낙선          |      |
| 34   | 1920년    | 13          | 워런 개머리얼 하딩            | 공화당    | 498,576   | 71.09% | 제임스 미들턴 콕스       | 민주당      | 113,422   | 16.17% | 유진 데브스        | 미국 사회당 | 80,635  | 11.50% | ?                  | ?           | ?       | ?      | 당선          |      |
| 35   | 1924년    | 13          | 로버트 매리언 라폴레트 시니어 | 진보당    | 453,678   | 53.96% | 캘빈 쿨리지              | 공화당      | 311,614   | 37.06% | 존 윌리엄 데이비스 | 민주당      | 68,115  | 8.10%  | ?                  | ?           | ?       | ?      | 낙선          |      |
| 36   | 1928년    | 13          | 허버트 후버                   | 공화당    | 544,205   | 53.52% | 앨 스미스                | 민주당      | 450,259   | 44.28% | ?                  | ?           | ?       | ?      | ?                  | ?           | ?       | ?      | 당선          |      |
| 37   | 1932년    | 12          | 프랭클린 델라노 루스벨트      | 민주당    | 707,410   | 63.46% | 허버트 후버              | 공화당      | 347,741   | 31.19% | 노먼 토머스        | 미국 사회당 | 53,379  | 4.79%  | ?                  | ?           | ?       | ?      | 당선          |      |
| 38   | 1936년    | 12          | 프랭클린 델라노 루스벨트      | 민주당    | 802,984   | 63.79% | 앨프 랜던                | 공화당      | 380,828   | 30.26% | 윌리엄 렘키        | 연합당      | 60,297  | 4.79%  | ?                  | ?           | ?       | ?      | 당선          |      |
| 39   | 1940년    | 12          | 프랭클린 델라노 루스벨트      | 민주당    | 704,821   | 50.15% | 웬들 윌키                | 공화당      | 679,206   | 48.32% | ?                  | ?           | ?       | ?      | ?                  | ?           | ?       | ?      | 당선          |      |
| 40   | 1944년    | 12          | 토머스 에드먼드 듀이          | 공화당    | 674,532   | 50.37% | 프랭클린 델라노 루스벨트 | 민주당      | 650,413   | 48.57% | ?                  | ?           | ?       | ?      | ?                  | ?           | ?       | ?      | 낙선          |      |
| 41   | 1948년    | 12          | 해리 트루먼                   | 민주당    | 647,310   | 50.70% | 토머스 에드먼드 듀이     | 공화당      | 590,959   | 46.28% | ?                  | ?           | ?       | ?      | ?                  | ?           | ?       | ?      | 당선          |      |
| 42   | 1952년    | 12          | 드와이트 데이비드 아이젠하워  | 공화당    | 979,744   | 60.95% | 애들레이 스티븐슨        | 민주당      | 622,175   | 38.71% | ?                  | ?           | ?       | ?      | ?                  | ?           | ?       | ?      | 당선          |      |
| 43   | 1956년    | 12          | 드와이트 데이비드 아이젠하워  | 공화당    | 954,844   | 61.58% | 애들레이 스티븐슨        | 민주당      | 586,768   | 37.84% | ?                  | ?           | ?       | ?      | ?                  | ?           | ?       | ?      | 당선          |      |
| 44   | 1960년    | 12          | 리처드 닉슨                   | 공화당    | 895,175   | 51.77% | 존 피츠제럴드 케네디     | 민주당      | 830,805   | 48.05% | ?                  | ?           | ?       | ?      | ?                  | ?           | ?       | ?      | 낙선          |      |
| 45   | 1964년    | 12          | 린든 베인즈 존슨              | 민주당    | 1,050,424 | 62.09% | 배리 골드워터            | 공화당      | 638,495   | 37.74% | ?                  | ?           | ?       | ?      | ?                  | ?           | ?       | ?      | 당선          |      |
| 46   | 1968년    | 12          | 리처드 닉슨                   | 공화당    | 809,997   | 47.89% | 휴버트 험프리            | 민주당      | 748,804   | 44.27% | 조지 월리스        | 미국 독립당 | 127,835 | 7.56%  | ?                  | ?           | ?       | ?      | 당선          |      |
| 47   | 1972년    | 11          | 리처드 닉슨                   | 공화당    | 989,430   | 53.40% | 조지 맥거번              | 민주당      | 810,174   | 43.72% | ?                  | ?           | ?       | ?      | ?                  | ?           | ?       | ?      | 당선          |      |
| 48   | 1976년    | 11          | 지미 카터                     | 민주당    | 1,040,232 | 49.44% | 제럴드 포드              | 공화당      | 1,004,987 | 47.76% | ?                  | ?           | ?       | ?      | ?                  | ?           | ?       | ?      | 당선          |      |
| 49   | 1980년    | 11          | 로널드 레이건                 | 공화당    | 1,088,845 | 47.90% | 지미 카터                | 민주당      | 981,584   | 43.18% | 존 버야드 앤더슨   | 무소속      | 160,657 | 7.07%  | ?                  | ?           | ?       | ?      | 당선          |      |
| 50   | 1984년    | 11          | 로널드 레이건                 | 공화당    | 1,198,800 | 54.19% | 월터 먼데일              | 민주당      | 995,847   | 45.02% | ?                  | ?           | ?       | ?      | ?                  | ?           | ?       | ?      | 당선          |      |
| 51   | 1988년    | 11          | 마이클 두카키스               | 민주당    | 1,126,794 | 51.41% | 조지 허버트 워커 부시    | 공화당      | 1,047,499 | 47.80% | ?                  | ?           | ?       | ?      | ?                  | ?           | ?       | ?      | 낙선          |      |
| 52   | 1992년    | 11          | 빌 클린턴                     | 민주당    | 1,041,066 | 41.13% | 조지 허버트 워커 부시    | 공화당      | 930,855   | 36.78% | 로스 페로          | 무소속      | 544,479 | 21.51% | ?                  | ?           | ?       | ?      | 당선          |      |
| 53   | 1996년    | 11          | 빌 클린턴                     | 민주당    | 1,071,971 | 48.81% | 밥 돌                    | 공화당      | 845,029   | 38.48% | 로스 페로          | 무소속      | 227,339 | 10.35% | ?                  | ?           | ?       | ?      | 당선          |      |
| 54   | 2000년    | 11          | 앨 고어                       | 민주당    | 1,242,987 | 47.83% | 조지 워커 부시           | 공화당      | 1,237,279 | 47.61% | ?                  | ?           | ?       | ?      | ?                  | ?           | ?       | ?      | 낙선          |      |
| 55   | 2004년    | 10          | 존 케리                       | 민주당    | 1,489,504 | 49.70% | 조지 워커 부시           | 공화당      | 1,478,120 | 49.32% | ?                  | ?           | ?       | ?      | ?                  | ?           | ?       | ?      | 낙선          |      |
| 56   | 2008년    | 10          | 버락 오바마                   | 민주당    | 1,677,211 | 56.22% | 존 매케인                | 공화당      | 1,262,393 | 42.31% | ?                  | ?           | ?       | ?      | ?                  | ?           | ?       | ?      | 당선          |      |
| 57   | 2012년    | 10          | 버락 오바마                   | 민주당    | 1,620,985 | 52.83% | 밋 롬니                  | 공화당      | 1,407,966 | 45.89% | ?                  | ?           | ?       | ?      | ?                  | ?           | ?       | ?      | 당선          |      |
| 58   | 2016년    | 10          | 도널드 트럼프                 | 공화당    | 1,405,284 | 47.22% | 힐러리 클린턴            | 민주당      | 1,382,536 | 46.45% | 게리 존슨          | 자유당      | 106,674 | 3.58%  | ?                  | ?           | ?       | ?      | 당선          |      |
| 59   | 2020년    | 10          | 조 바이든                     | 민주당    | 1,630,866 | 49.45% | 도널드 트럼프            | 공화당      | 1,610,184 | 48.83% | ?                  | ?           | ?       | ?      | ?                  | ?           | ?       | ?      | 당선          |      |
| 60   | 2024년    | 10          | 도널드 트럼프                 | 공화당    | 1,697,626 | 49.60% | 카멀라 해리스            | 민주당      | 1,668,229 | 48.74% | ?                  | ?           | ?       | ?      | ?                  | ?           | ?       | ?      | 당선          |      |

## 군별 데이터

1848년
1852년
1856년
1860년
1864년
1868년
1872년
1876년
1880년
1884년
1888년
1892년
1896년
1900년
1904년
1908년
1912년
1916년
1920년
1924년
1928년
1932년
1936년
1940년
1944년
1948년
1952년
1956년
1960년
1964년
1968년
1972년
1976년
1980년
1984년
1988년
1992년
1996년
2000년
2004년
2008년
2012년
2016년
2020년
2024년

## 같이 보기
- 미국 대통령 선거
- 미국 대통령 선거 위스콘신주
  - 1848년 미국 대통령 선거 위스콘신주
  - 1852년 미국 대통령 선거 위스콘신주
  - 1856년 미국 대통령 선거 위스콘신주
  - 1860년 미국 대통령 선거 위스콘신주
  - 1864년 미국 대통령 선거 위스콘신주
  - 1868년 미국 대통령 선거 위스콘신주
  - 1872년 미국 대통령 선거 위스콘신주
  - 1876년 미국 대통령 선거 위스콘신주
  - 1880년 미국 대통령 선거 위스콘신주
  - 1884년 미국 대통령 선거 위스콘신주
  - 1888년 미국 대통령 선거 위스콘신주
  - 1892년 미국 대통령 선거 위스콘신주
  - 1896년 미국 대통령 선거 위스콘신주
  - 1900년 미국 대통령 선거 위스콘신주
  - 1904년 미국 대통령 선거 위스콘신주
  - 1908년 미국 대통령 선거 위스콘신주
  - 1912년 미국 대통령 선거 위스콘신주
  - 1916년 미국 대통령 선거 위스콘신주
  - 1920년 미국 대통령 선거 위스콘신주
  - 1924년 미국 대통령 선거 위스콘신주
  - 1928년 미국 대통령 선거 위스콘신주
  - 1932년 미국 대통령 선거 위스콘신주
  - 1936년 미국 대통령 선거 위스콘신주
  - 1940년 미국 대통령 선거 위스콘신주
  - 1944년 미국 대통령 선거 위스콘신주
  - 1948년 미국 대통령 선거 위스콘신주
  - 1952년 미국 대통령 선거 위스콘신주
  - 1956년 미국 대통령 선거 위스콘신주
  - 1960년 미국 대통령 선거 위스콘신주
  - 1964년 미국 대통령 선거 위스콘신주
  - 1968년 미국 대통령 선거 위스콘신주
  - 1972년 미국 대통령 선거 위스콘신주
  - 1976년 미국 대통령 선거 위스콘신주
  - 1980년 미국 대통령 선거 위스콘신주
  - 1984년 미국 대통령 선거 위스콘신주
  - 1988년 미국 대통령 선거 위스콘신주
  - 1992년 미국 대통령 선거 위스콘신주
  - 1996년 미국 대통령 선거 위스콘신주
  - 2000년 미국 대통령 선거 위스콘신주
  - 2004년 미국 대통령 선거 위스콘신주
  - 2008년 미국 대통령 선거 위스콘신주
  - 2012년 미국 대통령 선거 위스콘신주
  - 2016년 미국 대통령 선거 위스콘신주
  - 2020년 미국 대통령 선거 위스콘신주
  - 2024년 미국 대통령 선거 위스콘신주